# Kastron
Kastron (mittelgriechisch κάστρον, lateinisch castrum) ist ein griechisches Lehnwort, das auf den lateinischen Begriff castrum zurückgeht. Der Begriff bezeichnet in byzantinischer Zeit einen befestigten Ort und wurde insbesondere für Militärlager, Burgen und Festungen benutzt. 
Solche Militarstandorte konnten sich im Laufe der Zeit nach Abzug des Militärs zu größeren Siedlungen und Städten entwickeln, die den ursprünglichen Garnisonsnamen behielten, beispielsweise im Fall von „Kastron Mefaa“. Teilweise wurden diese Orte auch neu befestigt oder übernahmen die älteren Festungsmauern.

## Geschichte
In den Wirren nach dem Perserkrieg des Herakleios, der 628/629 n. Chr. ein Ende fand und die einst blühenden orientalischen Provinzen Ostroms (Byzanz) stark in Mitleidenschaft gezogen hatte, begann in den 30er Jahren des 7. Jahrhunderts die islamische Expansion. Syria, Aegyptus und Africa gingen verloren, während sich die Landnahme der Slawen auf dem Balkan fortsetzte. Das spätrömische Reich ging infolge dieses Umwälzungsprozesses und der fortschreitenden Gräzisierung des Staates seit Herakleios endgültig zu Ende. Die Geschichte des mittelalterlichen Byzanz begann, womit auch das Ende der Antike im Osten gekommen war.
Die meisten der einst prosperierenden oströmischen Städte (wie Athen, Pergamon, Milet, Sardes) wandelten sich in diesem Zusammenhang zu wesentlich verkleinerten Gemeinwesen um (wenn sie nicht, wie mehrere kleinere Städte, zugrunde gingen), die, auf einen kleinen Stadtkern reduziert, nur noch den Bruchteil der früheren Bevölkerungszahl aufwiesen und stark befestigt wurden. Neugründungen waren die Ausnahme.

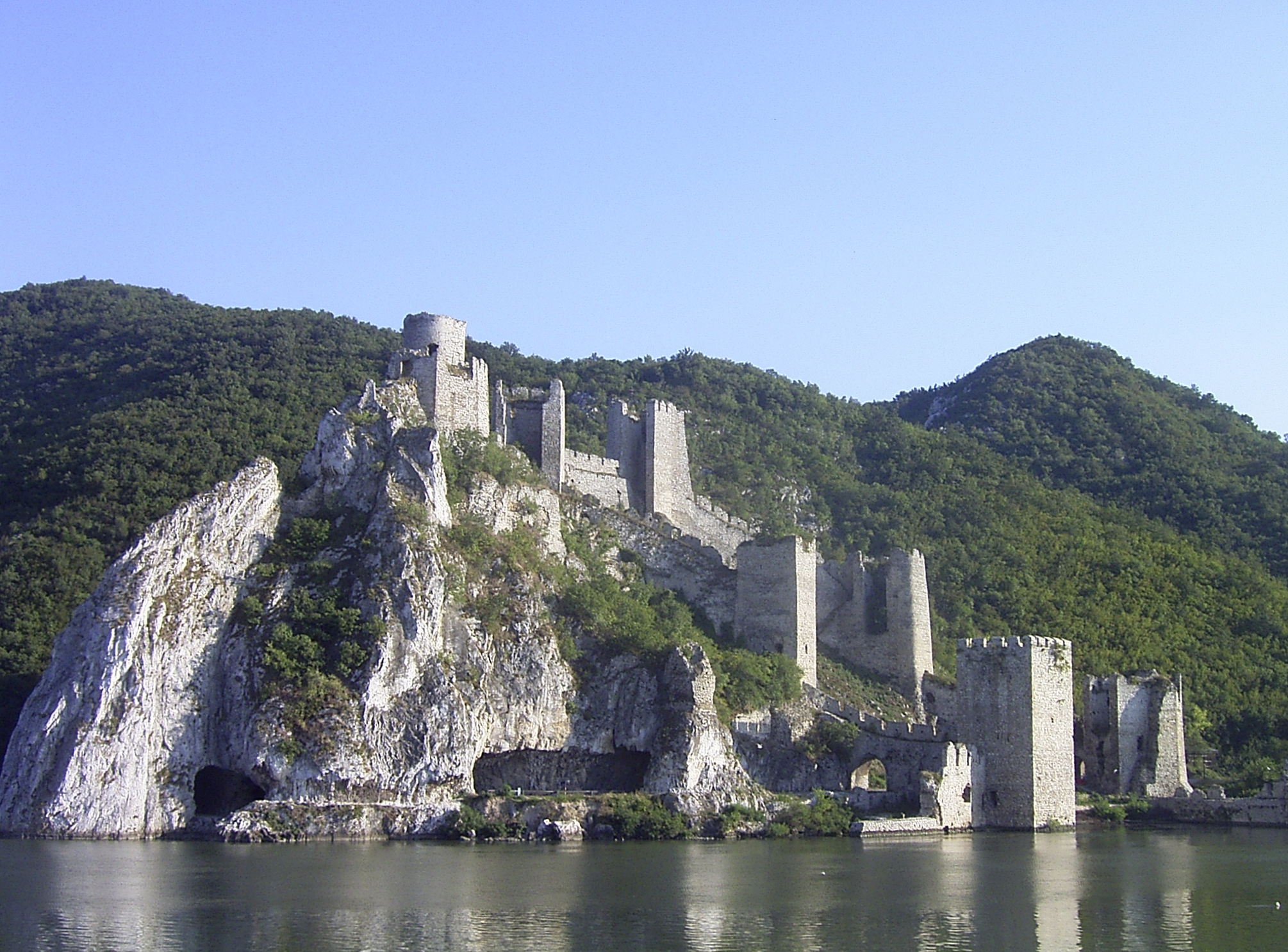
Wasserkastell Golubac, Serbien, 12./13. Jh.

Solche Wehrfestungen, oft auf Anhöhen gelegen, wurden kastron (κάστρον) genannt, was die gräzisierte Form des lateinischen Begriffs castrum darstellt. Zunächst wurden damit (etwa ab dem 6. Jahrhundert) nur Festungen im Grenzraum bezeichnet. So ließ Justinian I. den Donaulimes wiederbefestigen und wandelte das Castrum Singidunum 535 zu einem wesentlich verkleinerten Kastron um. Im 7. Jahrhundert aber stand kastron, im Gegensatz zur polis, dem urbanen Lebenszentrum der antiken Mittelmeerwelt, für eine Garnisons- und Festungsstadt. Kastra dienten als Militärstützpunkte und ermöglichen es den byzantinischen Truppen, den regelmäßigen Vorstößen der Araber (Razzien) wenigstens teilweise einen Riegel vorzuschieben. Diese Vorgehensweise war durchaus erfolgreich: Im Jahr 716 verteidigten etwa 800 Mann Amorion gegen eine zehnmal so große arabische Streitmacht.
In derartigen kastra lebte jedoch kaum noch Zivilbevölkerung, obwohl sie oft auch Bischofssitze waren; in Notzeiten dienten sie auch als Fluchtburgen für die umliegende Bevölkerung. Über die inneren Strukturen ist aber kaum etwas bekannt, eine städtische Selbstverwaltung, wie in den antiken griechischen und römischen Städten üblich, fand aber wahrscheinlich nicht statt. Stattdessen lag die Verwaltung hauptsächlich in der Hand des Garnisonskommandeurs, des Kastrophylax.
Vielleicht sollten die Unterschiede, wenigstens zur spätantiken Stadt, auch nicht übertrieben werden, da ein derartiger Wandlungsprozess bereits im 5., spätestens aber im 6. Jahrhundert langsam einsetzte und sich auch das städtische Leben wandelte. Allerdings ist es unbestreitbar, dass es zu einer Reduzierung der bebauten Flächen kam und nur relativ wenige Städte, wie Konstantinopel, Thessaloniki oder Nikaia, mehr von ihrer alten städtischen Substanz behielten. Auch einige größere Städte wurden bisweilen als kastron bezeichnet, nie aber die Großstadt Konstantinopel.
Manche kastra, wie beispielsweise Ankyra oder Amorion (das im 9. Jahrhundert einen Durchmesser von nur wenigen hundert Metern hatte), spielten eine zentrale Rolle im byzantinischen Verwaltungssystem. Sie wurden auch zu Keimzellen des neuen urbanen Lebens, als im 10. Jahrhundert eine neue Bauphase begann, die über die alten Befestigungsanlagen hinwegging (wie etwa die archäologischen Untersuchungen in Pergamon zeigen).
Als Ende des 11. Jahrhunderts der Druck durch die Türken in Kleinasien zunahm, wurden wieder erneut kastra errichtet, wozu sogar eine Sondersteuer erhoben wurde. Auch auf der Balkanhalbinsel kam es noch im 12. Jahrhundert zu letzten Gründungen von kastra. Kaiser Manuel I. nutzte für die Befestigung von Griechisch Weißenburg (Belgrad) an der Donaugrenze Baumaterial aus dem von den Byzantinern geschleiften ungarischen Semlin. Noch im 13. Jahrhundert wurde diese Bautätigkeit fortgesetzt, bis die byzantinischen Kaiser die Grenzverteidigung in Kleinasien nicht mehr in der Form fortsetzen konnten. Bis zur Mitte des 14. Jahrhunderts wurden die dortigen byzantinischen Festungen von den Türken erobert.

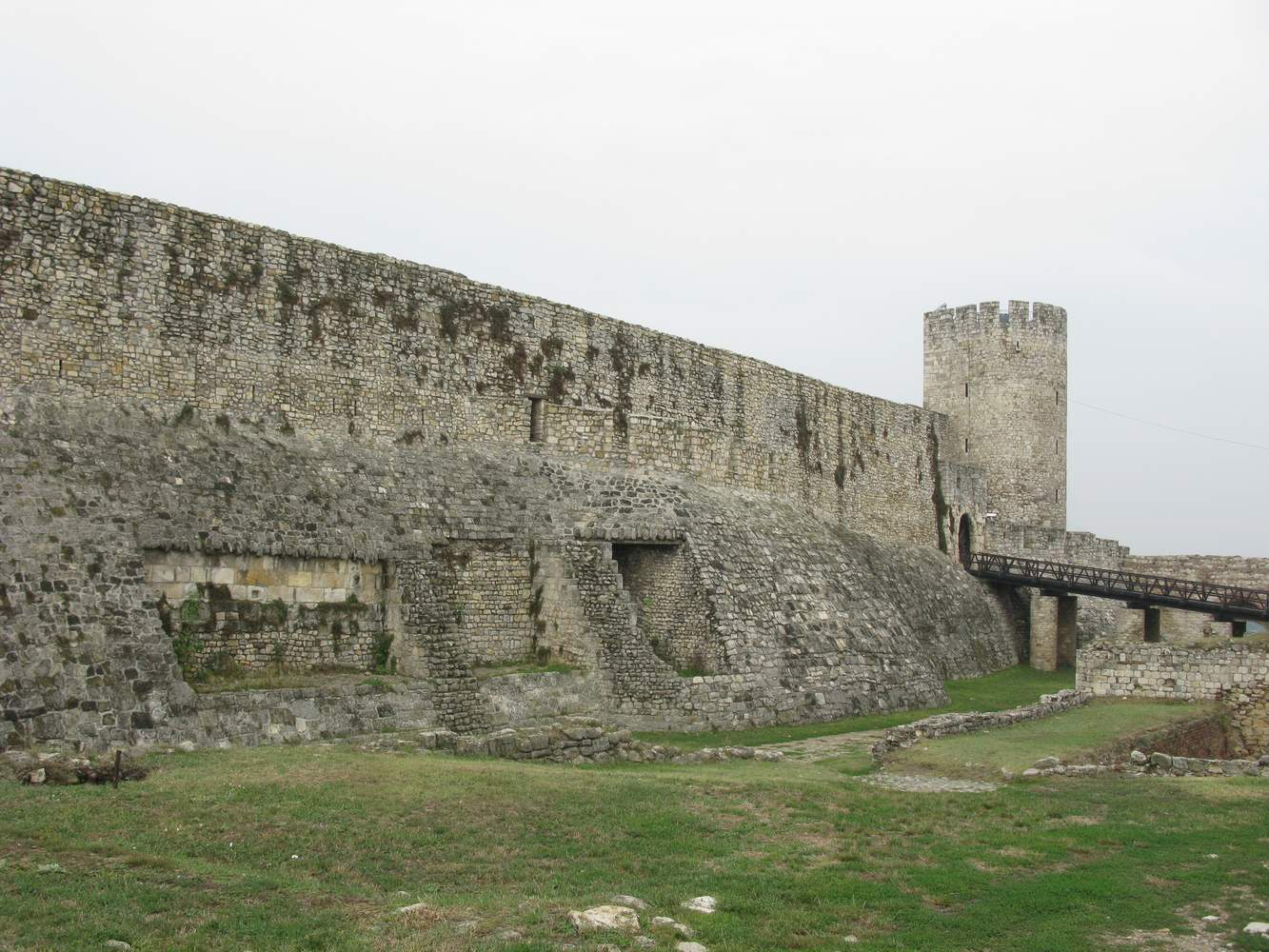
Nordostseite der Oberstadt der Festung von Belgrad, 1403–1427: römische und byzantinische Mauern in den unteren Bauabschnitten

Der Typ des Kastrons wurde von den slawischen Herrschern auf der Balkanhalbinsel weithin genutzt. Hier bildete der Typ des Kastrons noch bis ins 15. Jahrhundert den primären Stadt- und Befestigungstyp. Selbst in der spätmittelalterlichen serbischen Anlage der weitläufigen Burg von Smederevo (erste Hälfte des 15. Jahrhunderts) wurden byzantinische Verteidigungsanlagen kopiert. Auch Wehrklöster wie Manasija entsprechen diesem Typus. Der Ausbau Belgrads unter Stefan Lazarević nutzte den Vorgängerbau und erweiterte die Befestigung. Innerhalb der Festung von Belgrad entspricht aber insbesondere die Oberstadt weitgehend byzantinischen Konstruktionen.